# Daniel Zegeye
Daniel Zegeye (* 13. März 1979 in Arsi) ist ein äthiopischer Mittelstreckenläufer, der sich auf den 1500-Meter-Lauf spezialisiert hat.
Bei den Olympischen Spielen 2000 in Sydney wurde er Sechster, und bei den Leichtathletik-Weltmeisterschaften 2001 in Edmonton erreichte er das Halbfinale.
Daniel Zegeye ist 1,80 Meter groß und wiegt 58 kg.

## Persönliche Bestzeiten
- 1500 m: 3:36,33 min, 8. August 2000, Linz
- 1 Meile: 3:57,40 min, 3. Juni 2001, Portland